# Trifolium acutiflorum
Trifolium acutiflorum là một loài thực vật có hoa trong họ Đậu. Loài này được Murb. miêu tả khoa học đầu tiên.